# شرح العبادات الخمس لأبي الخطاب الكلوذاني
كتاب شرح العبادات الخمس لأبي الخطاب الكلوذاني للشيخ أبو عبدالله محمد البعقوبي.

## المخطوطة
تتكون من 152 صفحة من الحجم المتوسط كتبت بخط واضح بقلم محمد بن أبي منصور بن نحسل الدقي في عام 581هـ، المخطوطة موجودة بمكتبة الشيخ صالح السليم بمدينة عنيزة.

## الأبواب
- الطهارة.
- الصلاة.
- الزكاة.
- الصوم.
- الحج.